# La Andalucía Moderna
La Andalucía Moderna fue un diario publicado en la ciudad española de Sevilla entre 1888 y 1911, durante la Restauración.

## Historia
Su publicación comenzó el 1 de junio de 1888. Subtitulado «diario político, literario, comercial y de anuncios», se editaba en la imprenta de Ariza, en la calle Sierpes 19, y luego en la del periódico en Monsalves 11. De periodicidad diaria, no publicaba números los días siguientes a los festivos. Se imprimía, al menos hasta 1896, en cuatro páginas de gran tamaño.
Su director y editor fue Cayetano Segovia de los Ríos. Afín al Partido Liberal y al denominado «borbollismo», en el contexto de la Semana Trágica de 1909 formó parte de un grupo de publicaciones opuestas al gobierno de Antonio Maura y a la restricción de la libertad de prensa. Es considerado por Antonio Checa Godoy «uno de los periódicos sevillanos más relevantes» de la Restauración. Dejó de publicarse en 1911.
Entre sus redactores y colaboradores se contaron nombres como los de Francisco Segovia de la Rosa, Aurelio Gali, José Mellado, José Ramón González de Salcedo, Manuel Díaz Martín, Alfredo Murga, Leopoldo Murga, Carlos Cañal, José Gestoso y Pérez, Enrique Funes, Luis Montoto, Fernando de Antón del Olmet, Luis Jiménez Placer, Salvador Cumplido y Guerrero, Enrique Polo de Lara, Pedro A. de Bohorques o Emilio Llach y Costa, entre otros.